# Route européenne 713
Pour les articles homonymes, voir E713 et Route 713.
La route européenne 713 relie Valence à Grenoble. 
Elle est confondue avec une partie du périphérique de Valence, la RN 532, l'autoroute A49, l'autoroute A48 entre Voreppe et Grenoble.

## Temps de parcours
- On met 1h02 minutes pour parcourir l'E713.